# تپه ذوالفقاری ۲
تپه ذوالفقاری ۲ مربوط به دوره اشکانیان است و در شهرستان زابل، بخش شیب آب، دهستان محمدآباد، ۱/۳۵ کیلومتری جنوب غربی روستای ذوالفقاری واقع شده و این اثر در تاریخ ۲۷ اسفند ۱۳۸۶ با شمارهٔ ثبت ۲۲۶۴۴ به‌عنوان یکی از آثار ملی ایران به ثبت رسیده است.